# Tetraedrita-(Cu)
La tetraedrita-(Cu) és un mineral de la classe dels sulfurs que pertany al subgrup de la tetraedrita.

## Característiques
La tetraedrita-(Cu) és un sulfur de fórmula química Cu₆(Cu₄Cu²⁺₂)Sb₄S₁₂S. Va ser aprovada com a espècie vàlida per l'Associació Mineralògica Internacional l'any 2022. Cristal·litza en el sistema isomètric. Va ser publicada a la revista internacional Mineralogical Magazine per Jiří Sejkora et al. en el mes d'abril de 2024 amb el títol Tetrahedrite-(Cu), Cu12Sb4S13, from Bankov near Košice, Slovak Republic: a new member of the tetrahedrite group.
Les mostres que van servir per a determinar l'espècie, el que es coneix com a material tipus, es troben conservades a les col·leccions del departament de mineralogia i petrologia del Museu Nacional de Praga, a la República Txeca, amb el número de catàleg: p1p 27/2022, i al Museu d'Història Natural de la Universitat de Pisa (Itàlia), amb el número de catàleg: 20017.

## Formació i jaciments
Va ser descoberta als cossos de magnesita de Medvedza, dins el dipòsit de magnesita de Bankov, a Košice (Regió de Košice, Eslovàquia). També ha estat descrita a Radětice (districte de Příbram, Txèquia), a la mina Julcani (Huancavelica, Perú) i a la mina Eagle (Colorado, Estats Units).